# Karl Schliephake
Karl (Eigenschreibweise Carl) Christian Ludwig Heinrich Wilhelm Schliephake (* 20. Juli 1863 in Schotten; † 24. April 1944 in Darmstadt) war Kreisrat in den Kreisen Erbach und Friedberg im Großherzogtum Hessen.

## Leben
Karl Schliephakes Eltern waren der Rentamtmann und spätere Domänenrat Friedrich August Schliephake (1820–1885) und dessen Frau Marie, geborene Buff. Schliephake heiratete 1892 Alina Dorothea Tenner (1872–1940), Tochter des Apothekers Dr. Alfons Tenner.
Schliephake studierte Rechtswissenschaft an der Universität Gießen. Während seines Studiums in Gießen wurde Karl Schliephake 1883 Mitglied der Studentenverbindung Akademische Gesellschaft Das Kloster. 1890 wurde er Regierungsassessor und arbeitete ab 1893 als Sekretär im Ministerium des Innern und ein Jahr später, 1894, als Amtmann beim Kreis Friedberg. 1898 quittierte er den Staatsdienst, um Beigeordneter der Haupt- und Residenzstadt Darmstadt zu werden. 1901 kehrte er in den Staatsdienst zurück und wurde Kreisrat des Kreises Erbach. 1910 wechselte er in gleicher Funktion in den Kreis Friedberg. 1912 wurde er Mitglied des Verwaltungsgerichtshofs Darmstadt. 1913 übernahm er als Ministerialrat die Abteilung für Landwirtschaft, Handel und Gewerbe im Innenministerium, die er über die Novemberrevolution hinaus bis zu seinem Ruhestand 1922 leitete.
Karl Schliephake ist der Onkel des Gießener Mediziners Erwin Schliephake.

## Ehrungen
- 1904 Ritterkreuz I. Klasse des Verdienstordens Philipps des Großmütigen
- 1910 Russischer Sankt-Stanislaus-Orden II. Klasse
- 1912 Preußischer Kronenorden III. Klasse
- 1916 Goldene Verdienstmedaille für Landwirtschaft und Gewerbe
- 1919 Dr. rer. pol. hc.
- 1920 Staatsrat

## Schriften (Auswahl)
- Das Gießener Gerichtsbuch von 1461-1476. Beitrag zur Kultur- und Familiengeschichte Gießens, in: Heimat im Bild (1930), Ausgabe Nr. 23+24+25, S. 94–104.
- Rentmeistergeschlecht Hoffmann aus Grünberg und Ulrichstein. Ein Beitrag zur hessischen Familiengeschichte, in: Hessische Chronik, Band 25 (1938)
- Das Geschlecht Krebs vom Gronauer Hof bei Vilbel, 1942